# Décès en février 1994
Décès
- 1990
- 1991
- 1992
- 1993
- 1994
- 1995
- 1996
- 1997
- 1998

Pour une information complémentaire, voir la page d'aide.

| Date        | Nom                    | Activités | Âge | Source |
| ----------- | ---------------------- | --- | --- | ------ |
| 1er février | Lars Eriksson          | footballeur international suédois | 67  |        |
| 1er février | Olan Soule             | acteur américain | 84  | (en)   |
| 4 février   | Alfred De Bruyne       | coureur cycliste belge | 63  |        |
| 5 février   | Joachim Halupczok      | coureur cycliste polonais | 25  |        |
| 6 février   | Ignace Strasfogel      | compositeur et chef d'orchestre polonais | 84  |        |
| 6 février   | Jack Kirby             | dessinateur et scénariste américain de comics, créateurs de dizaines de super-héros                                                                              | 76  |        |
| 6 février   | Felice Gremo           | coureur cycliste italien | 92  |        |
| 6 février   | Joseph Cotten          | acteur américain | 88  |        |
| 7 février   | Marcel Miquel          | footballeur français | 81  |        |
| 7 février   | Witold Lutosławski     | compositeur polonais | 81  |        |
| 8 février   | Ricardo Blasco         | scénariste, réalisateur et écrivain espagnol | 72  |        |
| 11 février  | Antonio Martín Velasco | coureur cycliste espagnol | 23  |        |
| 11 février  | Paul Feyerabend        | philosophe des sciences d'origine autrichienne | 69  |        |
| 12 février  | Sue Rodriguez (en)     | canadienne atteinte de la sclérose latérale amyotrophique (SLA), est euthanasiée grâce à l'aide d'un physicien anonyme. Elle était un défenseur de l'euthanasie. | 43  | ,      |
| 12 février  | Jacques Delachet       | footballeur français | 72  |        |
| 12 février  | Joseph Cordeiro        | cardinal indien, archevêque de Karachi | 76  |        |
| 12 février  | William Conrad         | acteur, réalisateur, producteur et compositeur américain | 73  |        |
| 12 février  | Sorrell Booke          | acteur américain | 64  |        |
| 13 février  | Reg Mountford          | footballeur anglais. Il fut également sélectionneur du Danemark                                                                                                  | 85  |        |
| 14 février  | Jean Goldschmit        | coureur cycliste luxembourgeois | 69  |        |
| 16 février  | François Marty         | cardinal français, archevêque de Paris | 89  |        |
| 16 février  | Noël Foré              | coureur cycliste belge | 61  |        |
| 18 février  | Lucien Harmegnies      | homme politique belge | 78  |        |
| 18 février  | Lleó Borrell           | compositeur et pianiste de jazz espagnol | 69  | (ca)   |
| 19 février  | Derek Jarman           | réalisateur britannique | 52  |        |
| 21 février  | Jane Phillips-Gay      | syndicaliste, religieuse et féministe guyanienne. | 80  | (en)   |
| 23 février  | Mansour Skhiri         | ministre tunisien | 64  |        |
| 24 février  | Jean Sablon            | chanteur français | 87  |        |
| 24 février  | Dinah Shore            | chanteuse et actrice américaine | 77  |        |
| 24 février  | Henry Milton Taylor    | homme d'État bahaméen | 90  | (en)   |
| 25 février  | Jersey Joe Walcott     | boxeur américain | 80  |        |
| 25 février  | Yann Piat              | femme politique française, députée du Var, assassinée à Hyères                                                                                                   | 44  |        |